# キャタピラー (企業)

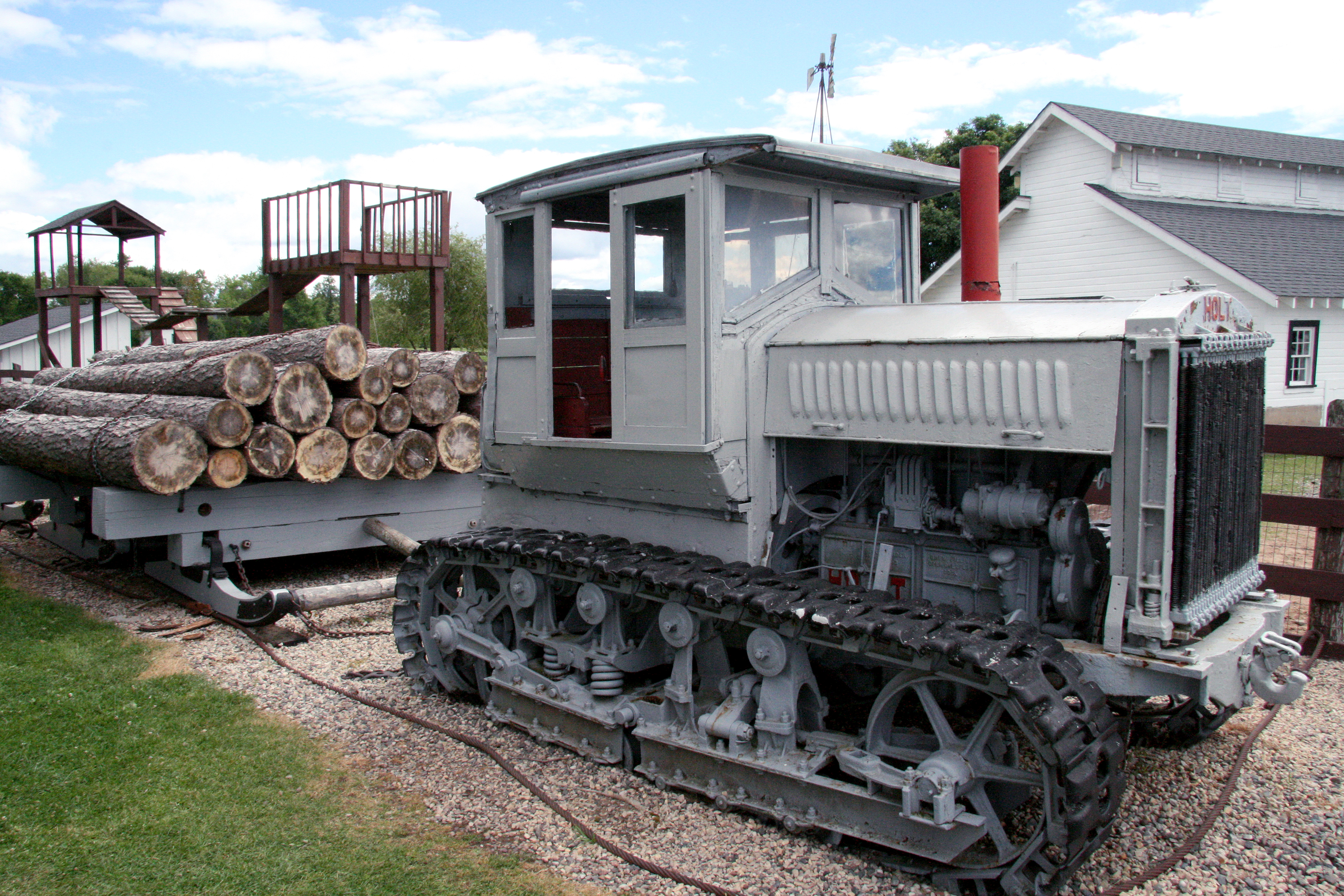
ブルドーザー・HOLT

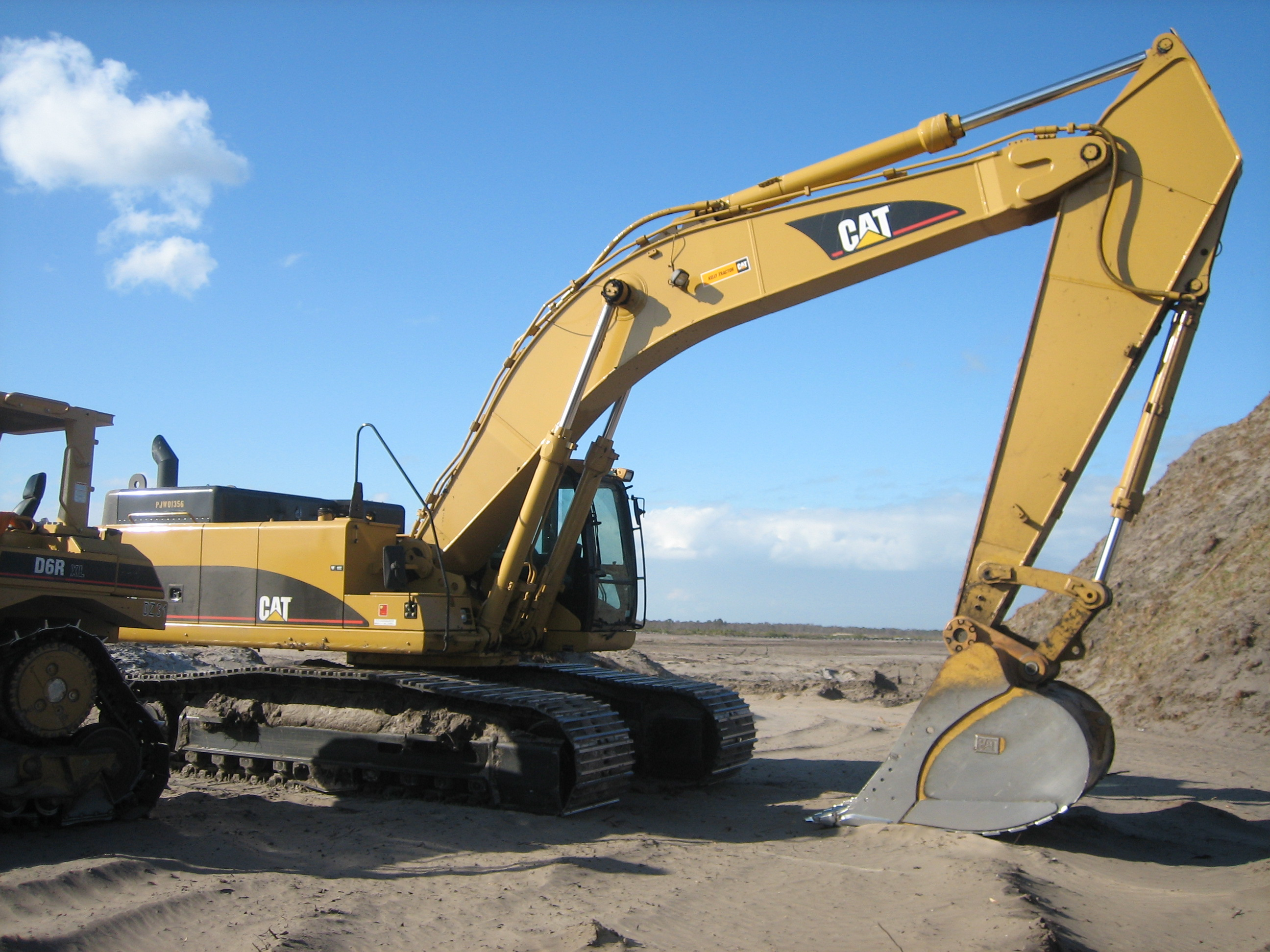
油圧ショベル

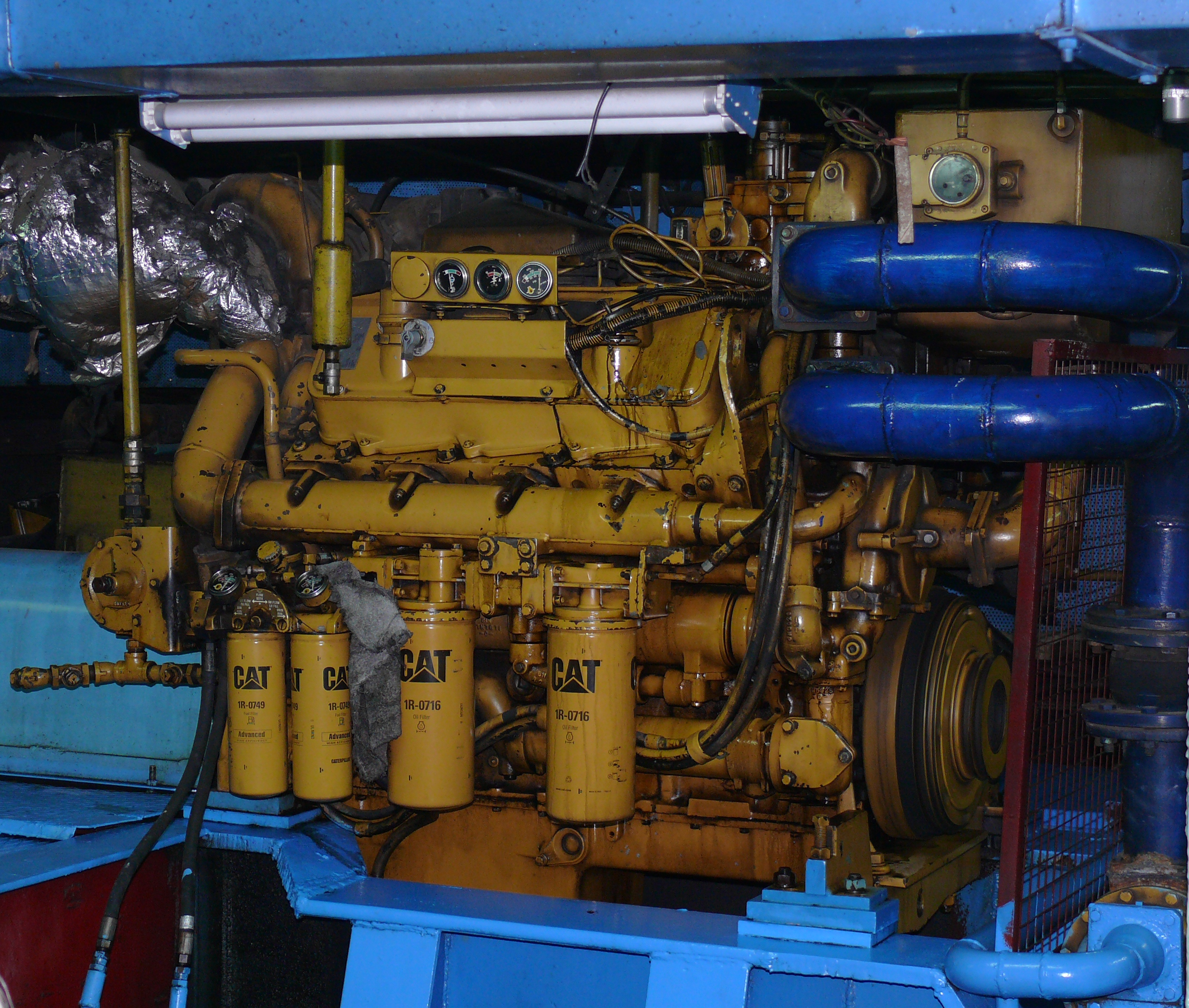
エンジン

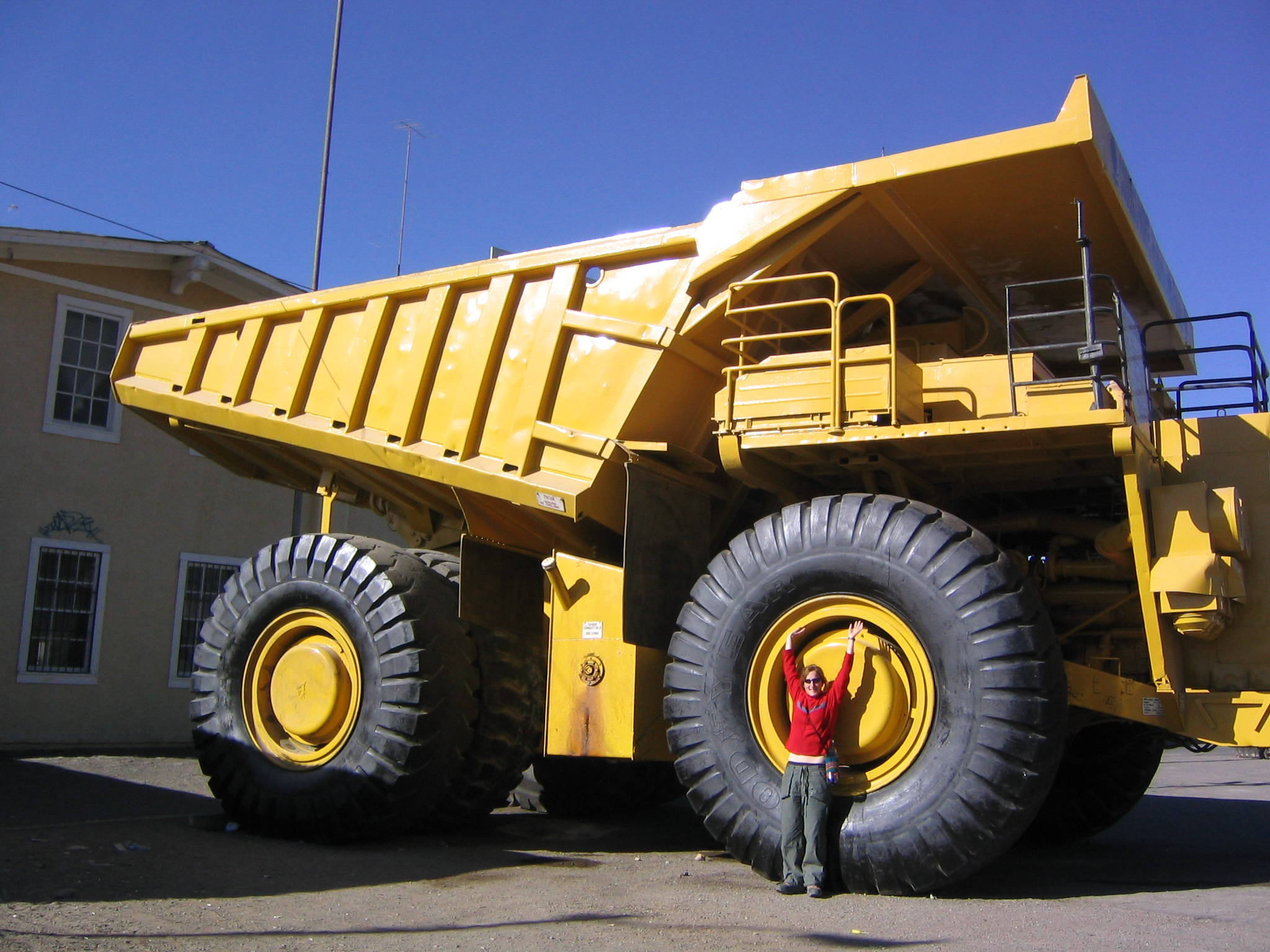
重ダンプトラック

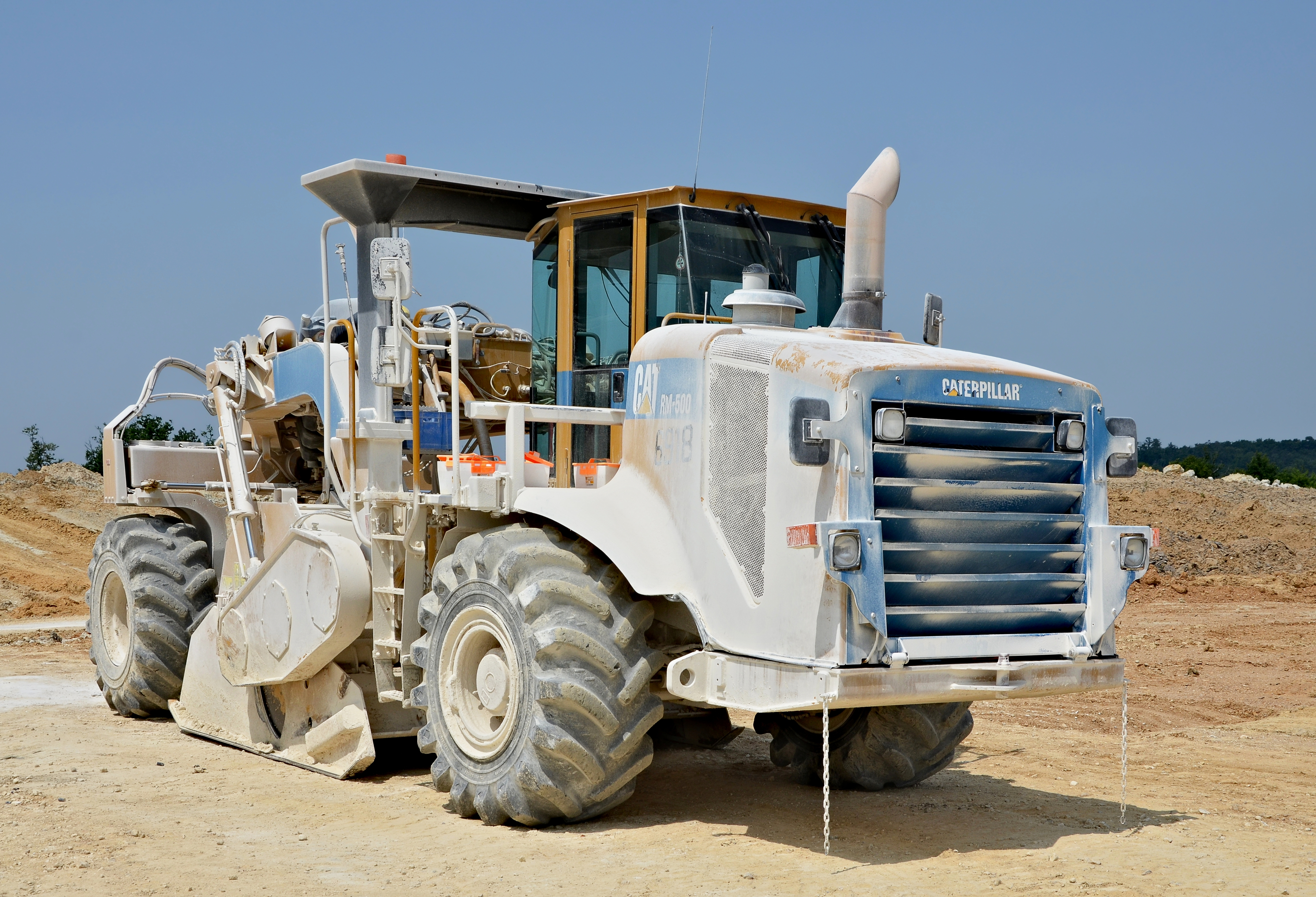
Caterpillar RM-500

キャタピラー（Caterpillar Inc.、CAT）は、アメリカ合衆国イリノイ州ピオリアに本拠地を置く多国籍企業。建設機械及び鉱山機械、ディーゼル及び天然ガスエンジン、並びに産業用ガスタービンエンジン分野における世界最大の製造会社である。1991年からアメリカを代表する企業で構成されるダウ平均株価の銘柄の一社として名を連ね、2013年のフォーチュン500では売上高世界42位(700億ドル)にランクされた。また創業初期から現在に至るまで世界シェアが不動の1位のため、建設機械の巨人と称される。2014年時点で 11万8千人の従業員が在籍しており、およそ6割が米国外勤務である。　

## 概要
油圧ショベル、ブルドーザー、ホイールローダー、ダンプカーなど、幅広い範囲での建設機械、鉱山機械の製造を行っている。また、ディーゼル及び天然ガスエンジン、並びに産業用ガスタービンエンジンの開発、生産、販売も行う。2012年末時点で893億米ドル（日本円で約9兆円）の資産を持ち、リース販売や割賦販売契約などの金融商品の取り扱いをしている。
無限軌道を用いた走行装置、及び、履帯そのものをキャタピラー（英語では "caterpillar track" と表記）と称することがあるが、キャタピラーは普通名詞ではなく、同社の登録商標である。CATのロゴでも知られるがキャタピラーとは英語で猫ではなく芋虫や毛虫のことである。

## キャタピラー社への評価
フォーチュンの『世界で最も賞賛される企業』において、2012年に世界19位、2013年に同19位、2014年に同33位の評価を受けている。2013年には世界的金融誌『バロンズ』(Barron's) で財務体質の面などから世界5位の評価を受けた。ビジネス管理の権威であるマッキンゼー出身のトム・ピーターズ (Tom Peters) が著した1982年のベストセラー エクセレント・カンパニーの中で、優秀な会社のひとつとして挙げられている。

## 歴史

### 発祥
1925年にカリフォルニア州ストックトンのホルト・マニュファクチャリング・カンパニー (Holt Manufacturing Company) と、同じくカリフォルニア州サランドラのC・L・ベスト・ガス・トラクション・カンパニー (C. L. Best Gas Traction Company) のM&Aによってキャタピラー・トラクター (Caterpillar Tractor Co.) が設立された。ホルト・マニュファクチャリング社は、1904年に無限軌道を足回りに使用したトラック・タイプ・トラクタ（Track Type Tractor, 履帯式トラクタ）を世界で初めて製品化した企業であり、「キャタピラー」は同社の履帯式トラクタの商標であった。

### 国際企業
19世紀にさかのぼるが、創業時のホルト社とC・L社は蒸気式のトラクタの製造を行っていた。ホルト社は履帯式トラクタだけでなくガソリンエンジンの開発・製造も行っており、合併後キャタピラー社のエンジン製品はガソリンエンジンからより熱効率の高いディーゼルエンジンへと移っていった。同社は多くの変化を経て、第二次世界大戦の終わりに急激に成長をはじめた。最初のベンチャービジネスは1950年に米国外で開始され、キャタピラー社は国際企業としての発展をしはじめた。
キャタピラー社の製品は、トラック・タイプ・トラクタから、水中掘削機、バックホー（油圧ショベル）、ロードローラー、ホウルトラック、ホイールローダー、農業トラクター、ディーゼルまたは天然ガスエンジン、ガスタービンにまで及ぶ。これらの機器は、建設、道路工事、採鉱、林業、発電、運輸と素材加工産業で利用されている。　
2011年、鉱山用超大型掘削機で知られるビュサイラス・エリーの買収を完了、同社の製造していたドラッグラインとロープショベルがそれぞれ8000番台、7000番台の製品名でラインナップされている。

### 影響力
キャタピラー社の製品は、世界の歴史に影響を与えたことがある。無限軌道トラクターは、第一次世界大戦終期に採用された初期の軍用戦車に影響を与えた。キャタピラー社製装軌車両は建設用車両や陸戦用車両に革命を起こし、戦闘用車両として使われるうちに無限軌道の改良が進んだ。第一次世界大戦時、イギリス軍やオーストリア・ハンガリー軍がホルト社の装軌車両を重砲の牽引用に使い、いくつかの国では戦車の開発が活発化した。イギリスが開発した世界初の戦車であるマーク I 戦車はホルトの装軌車両に着想を得てはいるが、一から設計されていた。しかし、そのすぐ後にフランスやドイツで開発された戦車はホルトの装軌車両を改造したものだった。これらの多くの機械はフーバーダムの建設、ユーロトンネルの掘削、ドイツでのベルリンの壁崩壊と都市の建設、それとアメリカ周辺国に影響を与えた。

### 同社との関わりが深いプロジェクト
1914年〜1918年  - 欧州
第一次世界大戦中、米国および連合国政府用として5,000台のブルドーザが生産。
1921年〜1922年 - 欧州
ドナウ運河の建設。
1931年〜1936年 - ネバダ州およびアリゾナ州
Caterpillar製ブルドーザがフーバーダムの建設。
1933年〜1937年 - カリフォルニア州サンフランシスコ
Caterpillar製機械がゴールデンゲートブリッジの建設。
1941年〜1945年
Caterpillarは第二次世界大戦中、軍へのサポートとして年間365日の操業を行い、労働力を倍増し、女性を鋳造工程や組み立てラインに配置し、特殊製品を製造し、下士志願兵を訓練、資金援助して軍隊用のブルドーザを約5万1,000台生産する。
1958年 - 南極
2台のCaterpillar D9トラクタが、南極大陸初の常設滑走路を建設。
1961年～1989年 -ドイツ
ベルリンの壁の建設と崩壊。
1963年〜1964年 - パナマ　
複数のCaterpillar製機械がパナマ運河の幅広部分の建設。
1966年〜1973年 - ニューヨーク州ニューヨーク･シティ（米国）
Caterpillar製機械がワールドトレードセンター複合施設の建設。
1969年 - 米国
Caterpillar製エンジンが月へ向かうアポロ11号計画で電力を全面的に供給。
2004年〜2008年 - 北京（中国）
2008年の北京オリンピック大会に向け、さまざまな会場の建設。
2006年 - 韓国
世界最長の土製防潮堤、セマングム防潮堤の完成。

## 取扱製品
- 油圧ショベル
- ブルドーザー
- ダンプカー
- ホイールローダー
- オフロードダンプトラック
- アーティキュレートダンプトラック
- ロードローラー
- モーターグレーダー
- 環境機械
- クローラーダンプ
- エンジン
- タフネススマートフォン(生産はオンキヨー＆パイオニアマーケティングジャパン)

## 販売
キャタピラー社売り上げの半分以上はアメリカ国外の顧客からのものであり、同社の製品は約190か国で販売されている。同社は世界規模のディーラーネットワークを持っており、171あるディーラーのうち63はアメリカ国内に、108は国外に存在している。同社の製品と部品は、米国の42工場と米国外にある58工場で生産されている。その内訳は、オーストラリア、ベルギー、ブラジル、カナダ、イングランド、フランス、ドイツ、ハンガリー、インド、インドネシア、イタリア、日本、メキシコ、オランダ、北アイルランド、中華人民共和国、ポーランド、ロシア、南アフリカとスウェーデンである。

## 雇用
2004年第2四半期の後期（5月下旬 - 6月末）におけるキャタピラー社の従業員総数は全世界で7万2,916人だったが、翌2005年の同期にはこれが9,332人増（前年比13 %増）の8万2,248人となった。この大幅な雇用増加の背景には、より高度な仕事における補助要員としておよそ5,000人の時給労働者を追加導入したこと、さらに2,000人近くの補助要員を正社員として正規雇用したこと、新たに約900人の新社員を採用したことなどがある。2001年の『ナッシュビル・ビジネス・ジャーナル』(Nashville Business Journal) 誌によると、キャタピラー社の総従業員の約6割は米国外で勤務している。

## 文化事業
- CATレディースゴルフトーナメント - 毎年8月に神奈川県・大箱根カントリークラブで行われている女子プロゴルフトーナメント

また以前相模事業所では社会人野球チームを有していたが、都市対抗野球大会の南関東予選で敗退し本大会への出場は叶わなかった。
- スーパーラグビー・クルセイダースのスポンサーを務めている。